# Börtskären
Börtskären är öar i Åland (Finland). De ligger i den södra delen av landskapet, 7 km söder om huvudstaden Mariehamn.
Terrängen på Börtskären är mycket platt. Öns högsta punkt är 12 meter över havet.